# NGC 5718
NGC 5718 ist eine 13,2 mag helle, linsenförmige Galaxie vom Hubble-Typ E-S0 im Sternbild Jungfrau und etwa 367 Millionen Lje von der Milchstraße entfernt. Sie bildet zusammen mit IC 1042 das Galaxienpaar Arp 171. Halton Arp gliederte seinen Katalog ungewöhnlicher Galaxien nach rein morphologischen Kriterien in Gruppen. Diese Galaxie gehört zu der Klasse Galaxien mit diffusen Gegenarmen (Arp-Katalog).
Die Galaxie wurde am 30. April 1786 von Wilhelm Herschel mit einem 18,7-Zoll-Spiegelteleskop entdeckt, der sie dabei mit „vF, S, preceding and in a line with 2 bright stars“ beschrieb.